# Lymantria fuliginosa
Lymantria fuliginosa är en fjärilsart som beskrevs av Moore 1883. Lymantria fuliginosa ingår i släktet Lymantria och familjen tofsspinnare. Inga underarter finns listade i Catalogue of Life.